# Antônio Sarto
Dom Antônio Sarto, SDB (Lins, 27 de fevereiro de 1926 — Campinas, 29 de setembro de 2008) foi um bispo católico brasileiro e primeiro da Diocese de Barra do Garças, no estado de Mato Grosso. 

## Biografia
Fez sua profissão religiosa aos 2 de março de 1951. Foi ordenado sacerdote em Turim, no dia 1 de junho de 1951. Foi nomeado bispo pelo Papa Paulo VI aos 24 de maio de 1971, sendo ordenado na cidade de São Paulo no dia 15 de agosto do mesmo ano. Foi Bispo Coadjutor de Porto Velho, Rondônia, de 1971 a 1982; Bispo de Barra do Garças, de 1982 até 2001 e Representante no Departamento de Missões do CELAM.
Aos 3 de outubro de 1981, a referida Prelazia é elevada a Diocese pelo Papa João Paulo II. A partir de então, resultante de um processo de redefinição territorial, criou-se a Diocese de Barra do Garças em 27 de fevereiro de 1982, sendo, Dom Antônio, o seu Primeiro Bispo cuja posse ocorreu em 5 de junho de 1982, pela Bula Cum in Pastorali do Papa João Paulo II.
Gozava de admiração entre o povo da diocese de Barra do Garças, tanto pela austeridade em suas pregações e em seu modo de pastorear, como pela simplicidade com que levava sua vida pessoal. Mesmo com idade avançada e saúde debilitada, percorria sua diocese de ônibus, enfrentando estradas precárias por horas.
Dom Antônio, em virtude de problemas de saúde, solicitou um bispo-coadjutor; sendo confirmado o nome de Dom Protógenes José Luft que tomou posse no dia 21 de maio de 2000, tornando-se o Bispo Titular no dia 23 de maio de 2001. Em seguida Dom Antônio Sarto, o Bispo Emérito passou a residir em uma comunidade da Congregação Salesiana a qual pertence.